# San Isidro (Santa Rosa de Osos)
San Isidro es un centro poblado del municipio colombiano de Santa Rosa de Osos en (Antioquia). Ubicado en el suroriente del municipio, a una distancia de 24 kilómetros de Santa Rosa de Osos (ciudad). San Isidro es uno de los pueblos más tradicionales de Santa Rosa, sus climas templados y topografía abrupta han diversificado la economía del sector, generando un desarrollo independiente al de la industria lechera, característica del Norte Antioqueño. 
San Isidro es un centro poblado cafetero y cultivador de caña de azúcar por excelencia, razón por la cual sus festividades tradicionales, hacen alusión a estos productos, nombrándose  "Fiestas del Café y la Panela". En la actualidad se han venido desarrollando proyectos cafeteros independientes que planean promover en Santa Rosa de Osos y el centro poblado esta identidad propia de Colombia, con marcas propias de café cultivado en el Municipio. 
En la zona rural existen proyectos cómo la central hidroeléctrica "Hidromontañitas" en la vereda Montañita que usa las aguas del  río Grande. para la generación de energía. 

## Historia y geografía

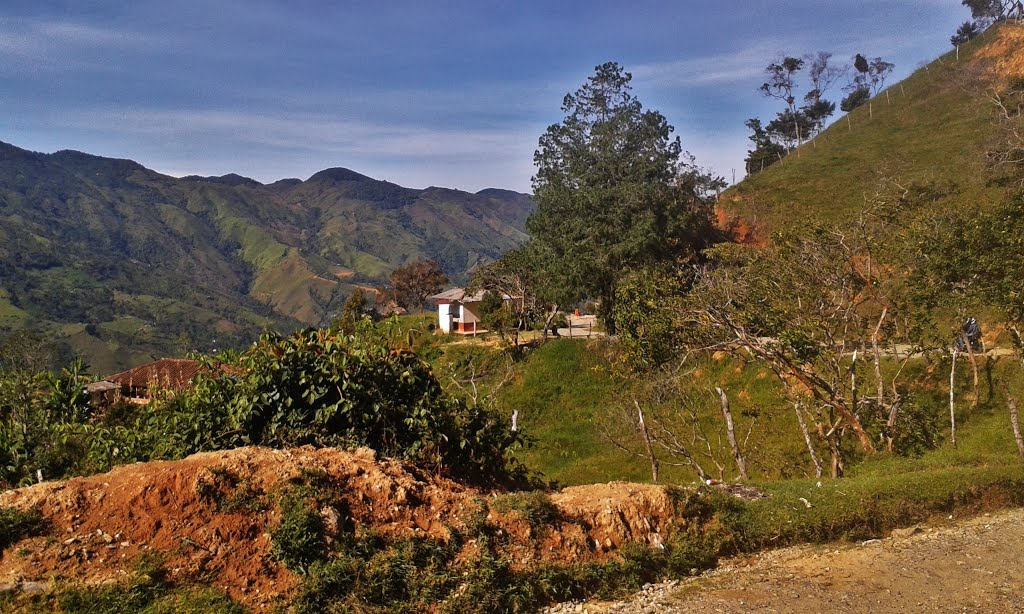
Paisaje de San Isidro

Está ubicado en el sur del municipio, en la región geográfica del Cañón del río Grande, El territorio que el gobierno de Santa Rosa de Osos administra desde la centralidad de San Isidro, limita al norte con las veredas administradas directamente por la cabecera municipal y las veredas de el área de influencia del centro poblado San Pablo, al oriente con las veredas administradas desde el centro poblado El Caney, al sur con el municipio de Donmatías y al occidente con las veredas de el área de influencia de los centros poblados Riogrande y Hoyorrico. 
San Isidro está ubicado en la cima de un cerro de gran altitud conocido como "Morrón" en la cordillera central, alejado del Altiplano que caracteriza la mayoría del territorio santarrosano.
Fue fundado en el siglo XIX, específicamente el 15 de diciembre de 1801, por Pedro Pablo Cadavid y José Miguel Duque, por ser el paso obligado de arrieros, así que se establecieron fondas y posadas para los mismos con el nombre de "El Coco", más tarde, en 1953 toma el nombre de San Isidro.
Posee en conjunto con la zona rural gran variedad de climas lo que hace que su economía sea bastante diversa, sin embargo predominan los cultivos de tomate de árbol en las zonas altas y el café en las zonas bajas. prácticamente todo el territorio se encuentra en zona de vertiente haciendo que casi todas las veredas estén ubicadas en laderas y la zona urbana tenga poco o nulo espacio de expansión, debido al riesgo que esto representa.
Cuenta con un templo parroquial; en honor a San Isidro Labrador, patrono de los agricultores, este templo se constituye cómo el principal atractivo en el poblado, además de las fincas cafeteras, los miradores de paisaje y las quebradas que lo recorren cómo La Chorrera que tiene imponentes charcos naturales para el disfrute de propios y visitantes.
Uno de sus grandes atractivos es el mirador en la Iglesia Pentecostal Unida de Colombia, lugar abierto al público y desde donde se puede admirar el paisaje.
CIFRAS Y DATOS:

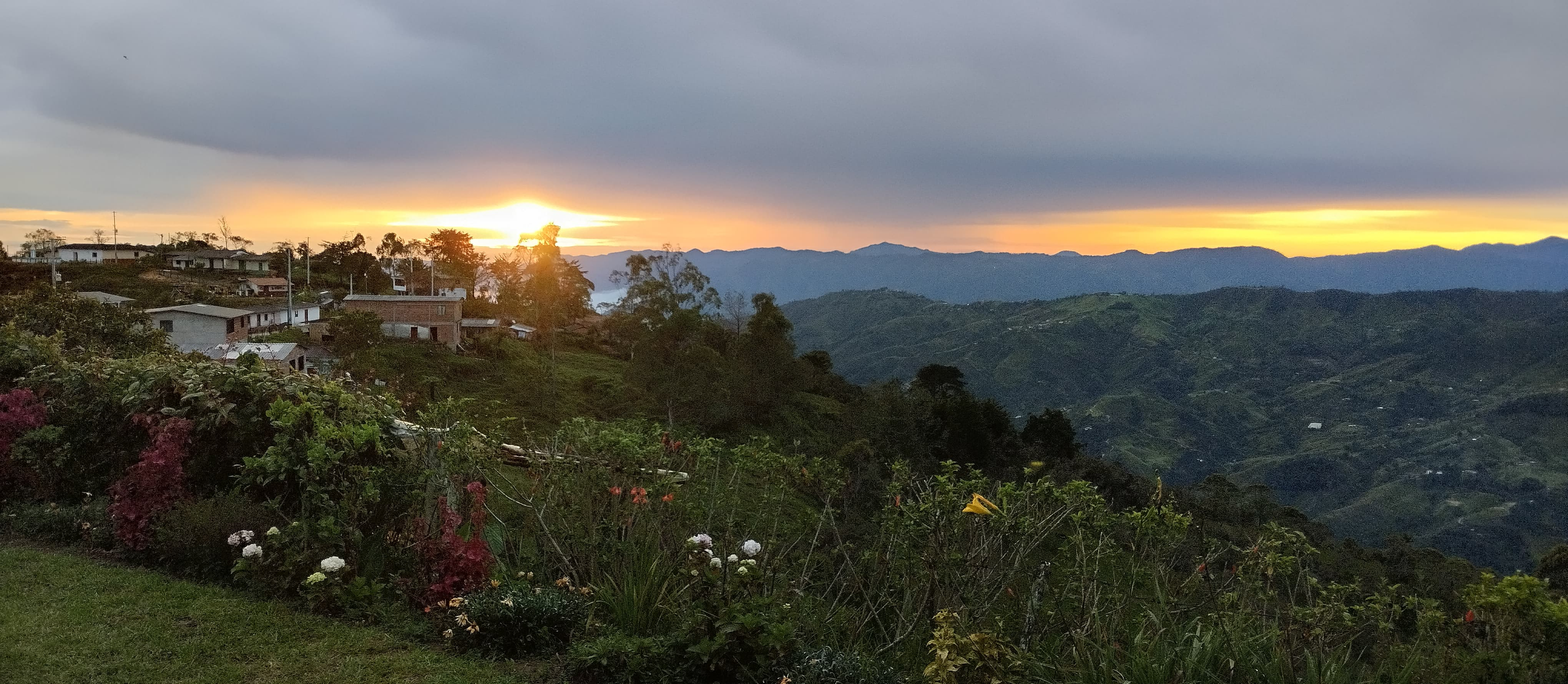
Paisaje San Isidro visto desde IPUC

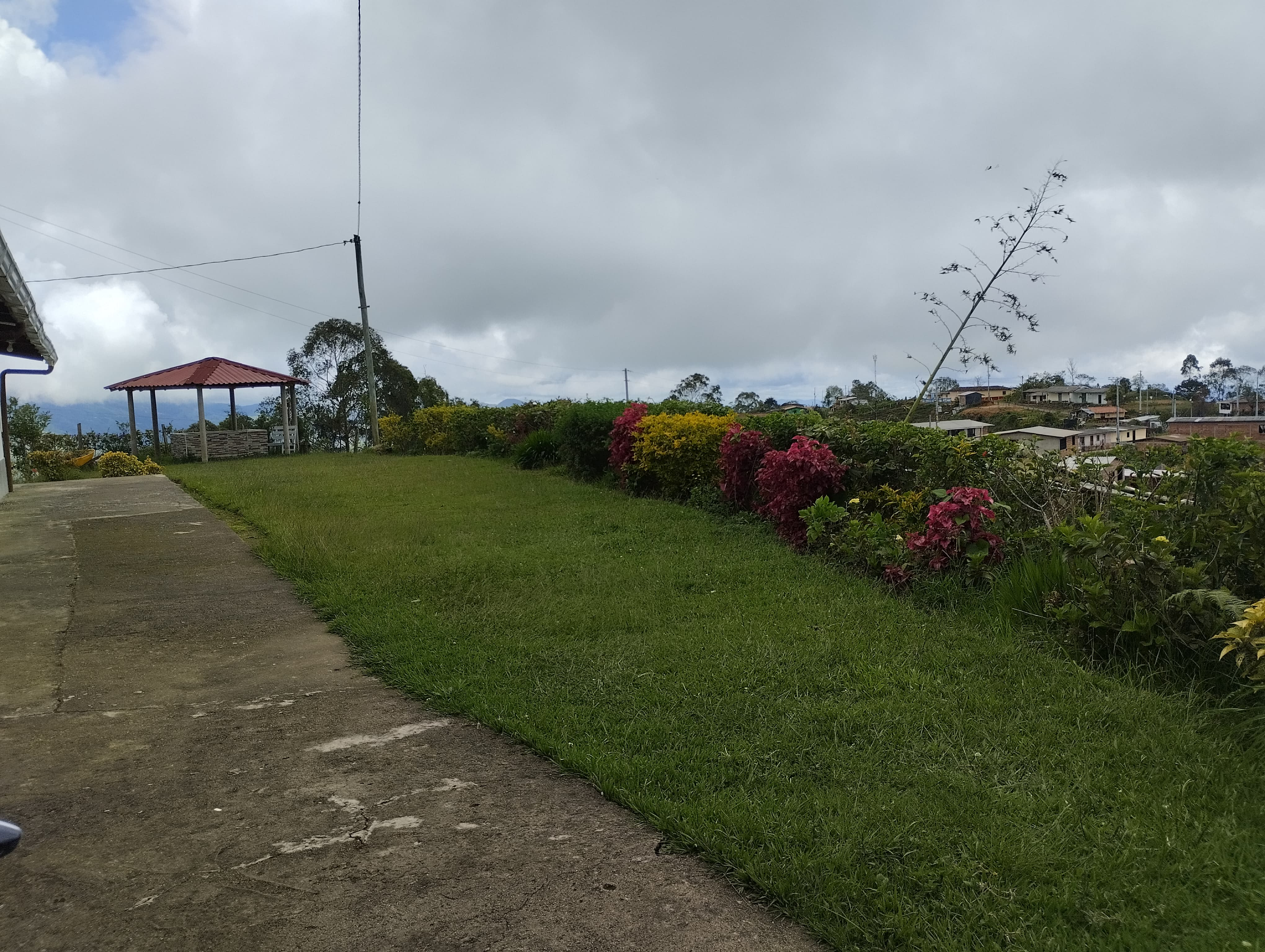
Paisaje día visto desde IPUC

- En cuanto a territorio,  con 41 kilómetros cuadrados en estimación, equivalentes al 5,04% del territorio municipal- es el segundo centro poblado con las veredas de su área de influencia menos extenso, por delante de Riogrande (el menos extenso) —  y con 2522 habitantes, el segundo más poblado, solo por detrás de Aragón (el más poblado). A su vez, con 65,63 habitantes por kilómetro cuadrado es el  más densamente poblado del municipio.
- Se erige como centro poblado por Decreto N.º 38 (23 de marzo de 1953). Alcaldía Municipal de Santa Rosa de Osos.
-  Su parroquia es creada el 29 de julio de 1960 por decreto  número 498 de la Diócesis de Santa Rosa de Osos.

## Demografía
- Población             = 2691
- Población Urbana         = 733
- población al año         = 2019
- Densidad poblacional = 65,63 habitantes por kilómetro cuadrado

Equivale al 6.81% de la población municipal.